# The Conversation (website)

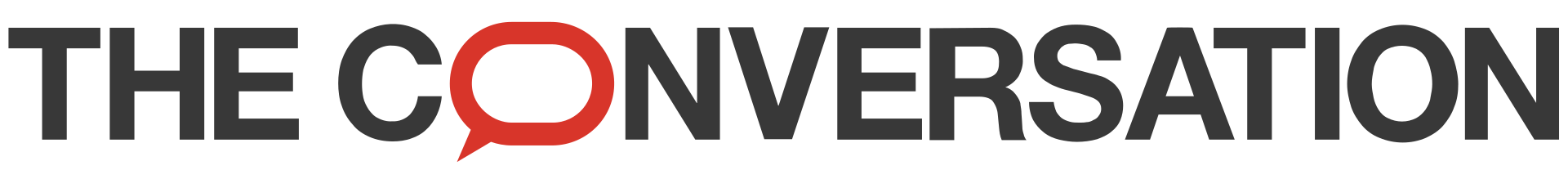
Logotipo

The Conversation is een netwerk van non-profit media-outlets waarop door academici en onderzoekers opgestelde nieuwsberichten gepubliceerd worden.
Het netwerk werd gelanceerd in Australië in maart 2011, en werd uitgebreid met edities in het Verenigd Koninkrijk in 2013, de Verenigde Staten in 2014, Afrika en Frankrijk in 2015, Canada en Indonesië in 2017, en Spanje in 2018.
De gepubliceerde bijdragen zijn alle afkomstig van deskundigen op hun gebied, en gaan over uiteenlopende onderwerpen; van politiek en cultuur tot gezondheid, wetenschap en het milieu. The Conversation publiceert alle inhoud onder een Creative Commons-licentie, waardoor artikels kosteloos kunnen overgenomen worden. De redactie raamde het aantal maandelijkse online-lezers in september 2019 op 3,7 miljoen, plus nog eens 35 miljoen lezers inclusief herpublicatie.